# Puchar Świata w biegach narciarskich 2014/2015 – Oslo
Dziesiąte i ostatnie zawody Pucharu Świata w biegach narciarskich w sezonie 2014/2015 odbyły się w norweskim Oslo. Konkurencje były rozgrywane w dniach 14-15 marca 2015 roku. Zawodnicy i zawodniczki rywalizowali w biegach dystansowych stylem dowolnym (30 km dla kobiet i 50 km dla mężczyzn).

## Program zawodów
| Dzień    | Konkurencja                 | Początek  | Liczba uczestników |
| -------- | --------------------------- | --------- | ------------------ |
| 14 marca | 50 km st. dowolnym mężczyzn | 14:15 CET | 76                 |
| 15 marca | 30 km st. dowolnym kobiet   | 10:30 CET | 63                 |

## Wyniki

### 30 km kobiet
| Pozycja | Zawodniczka      | Reprezentacja     | Wynik     | Strata  |
| ------- | ---------------- | ----------------- | --------- | ------- |
| złoto   | Marit Bjørgen    | Norwegia          | 1:14:10,5 | –       |
| srebro  | Therese Johaug   | Norwegia          | 1:14:22,1 | +11,6   |
| brąz    | Astrid Jacobsen  | Norwegia          | 1:14:55,0 | +44,5   |
| 4.      | Charlotte Kalla  | Szwecja           | 1:15:16,3 | +1:05,8 |
| 5.      | Heidi Weng       | Norwegia          | 1:15:59,7 | +1:49,2 |
| 6.      | Ragnhild Haga    | Norwegia          | 1:15:59,7 | +1:49,2 |
| 7.      | Martine Ek Hagen | Norwegia          | 1:16:00,1 | +1:49,6 |
| 8.      | Nicole Fessel    | Niemcy            | 1:16:01,5 | +1:51,0 |
| 9.      | Liz Stephen      | Stany Zjednoczone | 1:16:17,2 | +2:06,7 |
| 10.     | Maria Rydqvist   | Szwecja           | 1:16:36,4 | +2:25,9 |
| ...     |                  |                   |           |         |
| 28.     | Sylwia Jaśkowiec | Polska            | 1:18:46,3 | +4:35,8 |

### 50 km mężczyzn
| Pozycja | Zawodnik               | Reprezentacja | Wynik     | Strata |
| ------- | ---------------------- | ------------- | --------- | ------ |
| złoto   | Sjur Røthe             | Norwegia      | 1:54:44,9 | –      |
| srebro  | Dario Cologna          | Szwajcaria    | 1:54:44,9 | +0,0   |
| brąz    | Martin Johnsrud Sundby | Norwegia      | 1:54:45,4 | +0,5   |
| 4.      | Siarhiej Dalidowicz    | Białoruś      | 1:54:45,7 | +0,8   |
| 5.      | Marcus Hellner         | Szwecja       | 1:54:46,1 | +1,2   |
| 6.      | Hans Christer Holund   | Norwegia      | 1:54:47,5 | +2,6   |
| 7.      | Konstantin Gławatskich | Rosja         | 1:54:54,4 | +9,5   |
| 8.      | Andriej Łarkow         | Rosja         | 1:55:01,0 | +16,1  |
| 9.      | Niklas Dyrhaug         | Norwegia      | 1:55:08,0 | +23,1  |
| 10.     | Robin Duvillard        | Francja       | 1:55:10,3 | +25,4  |